# Mikael Jaarnek
Mikael Jaarnek, född 27 mars 1969, är en svensk tidigare dansbandssångare. Han deltog i den svenska Melodifestivalen 1994 med sin äldre syster Carina Jaarnek med bidraget "Det är aldrig försent". Numera spelar Mikael bas och sjunger i bandet Citizen Kane. Mikael är även headpro på Bolidens Golfklubb i Västerbotten.

### Fotnoter
1. ↑  Andreas Hansson (17 januari 2016). ”Dansbandsdrottningen Carina Jaarnek död”. Aftonbladet. http://www.aftonbladet.se/nojesbladet/musik/article22103623.ab. Läst 17 januari 2016.